# Lisa Robin Kelly
Lisa Robin Kelly (Southington (Connecticut), 5 maart 1970 - Altadena (Californië), 14 augustus 2013) was een Amerikaanse actrice.

## Carrière

### Vroegere vertoningen
Kelly begon in 1992, bij een aflevering van de serie Married... with Children. Daarna speelde ze gastrollen in onder meer Murphy Brown, The X-Files, Sisters, Silk Stalkings,Charmed en in de film Amityville: Dollhouse.

### That '70s Show
Ze brak door in de serie That '70s Show, op een leeftijd van 28 jaar, als de oudere zus van Eric Forman, Laurie. Het personage eindigde als zesde in een wedstrijd van het blad Maxim. Haar bekendheid groeide naarmate de serie duurde en haar hoogtepunt kwam toen ze in de film Jawbreaker mocht spelen, samen met Rose McGowan.
In het begin van het derde seizoen werden er drugsproblemen geconstateerd bij Kelly, waarna ze de show verliet. De serie heeft het verwerkt als een plotselinge aanmelding bij een modeschool. Laurie zou vertrekken en niet meer terugkomen.
Desalniettemin kwam ze terug in het vijfde seizoen van de serie, om vier afleveringen te maken. Later verzocht men haar terug te komen voor dertien afleveringen. Ze accepteerde het aanbod en er is een aantal afleveringen gefilmd, maar er is nooit een uitgezonden. Later werd alles verfilmd met een nieuwe speler (Christina Moore). Wilmer Valderrama (Fez), met wie ze veel tijd doorbracht, vertelde de media dat ze nieuwe dingen wilde proberen.

### NaThat '70s Show
Er is één gebeurtenis in de media geweest waar Kelly bij was, namelijk een film genaamd The Food Chain: A Hollywood Scarytale.
Kelly is vanaf 2010 diverse keren opgepakt wegens openbaar dronkenschap en rijden onder invloed. Haar alcoholverslaving liep steeds verder uit de hand.

### Haar dood
Op 14 augustus 2013, twee dagen nadat ze zich vrijwillig had laten opnemen in een afkickkliniek, is Lisa Robin Kelly op 43-jarige leeftijd in Altadena, Californië overleden aan een overdosis.